# Крисяки (Мазовецьке воєводство)
Крисяки (пол. Krysiaki) — село в Польщі, у гміні Мишинець Остроленцького повіту Мазовецького воєводства.
Населення — 430 осіб (2011).

## Демографія
Демографічна структура станом на 31 березня 2011 року:
|          | Загалом | Допрацездатний вік | Працездатний вік | Постпрацездатний вік |
| -------- | ------- | ------------------ | ---------------- | -------------------- |
| Чоловіки | 222     | 66                 | 135              | 21                   |
| Жінки    | 208     | 54                 | 111              | 43                   |
| Разом    | 430     | 120                | 246              | 64                   |